# Svetlana Novak
Pour les articles homonymes, voir Novak.
Svetlana Novak, née en 1952 en ex-Yougoslavie, est une productrice de films vivant à Paris. 

## Biographie
Novak a travaillé sur les films La Cité des enfants perdus, Noor, et Le Fabuleux Destin d'Amélie Poulain. Elle a collaboré à plusieurs projets du réalisateur Emir Kusturica comme Chat noir, chat blanc, Underground et Arizona Dream. Elle a aussi joué dans plusieurs films en tant que comédienne. Novak a été productrice des projets Rentrée du cinéma et Printemps du cinéma entre 2006 et 2008. Elle fait partie du projet international Cities of Love et avec Gilles Caussade elle mène l'équipe de production pour Marseille, je t'aime.

## Cities of Love
Le projet Cities of Love débute avec le long métrage de fiction Paris, je t’aime. Présenté en ouverture de la section « Un certain regard » au Festival de Cannes 2006, le film est diffusé ensuite dans 65 pays, avec la perspective de produire une collection de films illustrant l’universalité de l’amour et prenant pour cadre des métropoles mondiales dotées d’une identité culturelle forte et spécifique. En 2010 est réalisé New York, I Love You, puis en 2014 Rio, Eu Te Amo. Pour la suite du projet, plusieurs accords sont déjà signés pour des films à Londres, Berlin, Marseille et Shanghaï.